# Circuit de Croix-en-Ternois
Le circuit de Croix-en-Ternois est un circuit automobile situé à Croix-en-Ternois, dans le département du Pas-de-Calais, dans le nord de la France. Il est homologué par la Fédération française du sport automobile (FFSA) et par la Fédération française de motocyclisme (FFM).

## Localisation
Le circuit est situé à quelques kilomètres de Saint-Pol-sur-Ternoise et d'Hesdin, au bord de la départementale D939 qui dessert le Pas-de-Calais d'est en ouest. L'accès des pilotes se fait depuis la départementale, alors que l'accès des visiteurs se fait depuis le village de Croix-en-Ternois.
Il est le seul au nord de Paris à être labellisé par la FFSA et la FFM.

## Historique
Le circuit de Croix-en-Ternois est imaginé en 1971 par un groupe de passionnés du nord de la France comme Jean-Pierre Mourot et Georges Taquet, qui est le premier propriétaire du circuit de 1973 à 1999. Le circuit est construit puis inauguré le 16 mai 1973. C'est Gérard Larrousse qui inaugure la piste de 1,9 km au volant d’une Lola.
Le circuit fait partie des 34 circuits de vitesse français homologués par la Fédération française du sport automobile (FFSA). Il est également homologué par la Fédération française de motocyclisme (FFM).
Lors de La première saison de 1973, il accueille, le week-end des 26 et 27 mai avec une course de prototypes 2 litres, en juin une épreuve du Rallye du Touquet, du rallye-cross en octobre… 
De 1973 à 1977, il est le théâtre d'un grand nombre de manifestations de sports mécaniques (auto et moto) et sera le premier en France à faire partie de la toute première coupe d'Europe de Formule 3. 
En 1980, la création de l'association sportive Auto-moto du Ternois, affiliée à la FFSA, permet au circuit d'accueillir des compétitions officielles.
En 1996, l'écurie Griffith's crée une école de pilotage des monoplaces de Formule 3. Le circuit deviendra également le circuit d'essais de plusieurs constructeurs (principalement Renault et Ford) et accueillera la cérémonie de lancement de la Renault 11 devant une affluence record de 20 000 spectateurs.
Depuis juillet 1999, l'entrepreneur et ancien pilote amateur du championnat de France de Formule 3 Patrick d'Aubreby est le nouveau propriétaire des infrastructures. Il lance des travaux de modernisation et de rénovation, avec agrandissement des bacs à graviers, construction de stands, etc.
En mars 2000, les travaux de ré-homologation permettent d'accueillir des championnats nationaux de sport automobile.
Entre 2012 et 2013, de nouveaux travaux sont réalisés afin d'élargir et d'allonger légèrement le tracé de la piste qui passe à certains endroits de neuf mètres à douze voire quinze mètres. Le virage de La Ferme, qui était un « double droit », est devenu une belle courbe.
Le circuit accueille aussi des courses d’endurance à vélo, rollers, course à pied et la sécurité routière.
Pour fêter le cinquantenaire en 2023, un projet est en cours de finalisation avec les 8 et 9 juillet autour des motos et les 9 et 10 septembre autour des autos.

## Piste et infrastructure

### Caractéristiques techniques actuelles
Le circuit auto et moto de Croix-en-Ternois est homologué pour les compétitions automobiles, jusqu'à la Formule 3, et motocyclistes catégorie Promosport, jusqu'à 1 000 cm3.
La piste développe 1,9 km sur 9 à 15 mètres de large et se compose de grandes lignes droites, d'épingles en cuillère et d'un virage en « S » passant sous le pont qui rejoint les paddocks intérieurs. La grille de départ est située face au stands. Les visiteurs ont l'accès libre aux paddocks et au podium, et les spectateurs ont vue sur presque l'intégralité de la piste quel que soit leur emplacement.

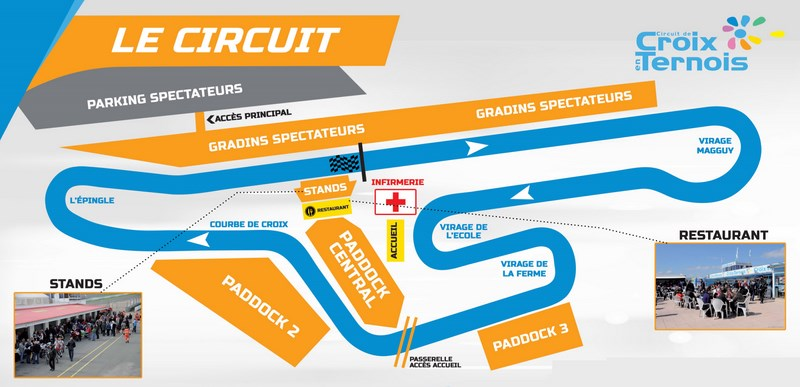
Plan du circuit de Croix en Ternois

### Paddocks
Le circuit de Croix en Ternois dispose de trois paddocks : un paddock central de 2 500 m2 et les paddocks no 2 et no 3 de 3 500 m2. Les visiteurs ont la possibilité de passer la nuit sur le circuit si nécessaire.

### Restaurant
Le circuit de Croix-en-Ternois met un restaurant à la disposition des visiteurs et des participants, celui-ci pouvant accueillir une centaine de personnes.

## Projet d'agrandissement du circuit
Un projet d'agrandissement du circuit est en cours avec une mise en service actuellement planifiée pour 2026. La piste du circuit devrait passer de 1,9 à 2,8 km avec la suppression de deux de ses épingles. Concernant l’accessibilité au site, la volonté est que les spectateurs arrivent uniquement par l’entrée principale du circuit.

## Résultats
Le record du tour en Moto est attribué à Benjamin Fontanelle avec sa Yamaha R1 en 53,504 secondes en mai 2019.
Le record du tour en auto est détenu par Nico Rosberg en F3 en 2004 avec un chrono de 47 secondes.

### Coupe de France des Circuits 2018
| Catégorie    | Nom                | Voiture        | Meilleurs temps |
| ------------ | ------------------ | -------------- | --------------- |
| A/FA         | Fabien Julia       | Honda Civic    | 1:01.611        |
| C3/CM/CN     | Christian Labarbe  | NORMA M20      | 53.285          |
| Monoplace    | Anthony Loeuilleux | Master         | 52.626          |
| GT           | François Ader      | Caterham       | 57.325          |
| N/FN         | Pierre Bellinguer  | BMW e36        | 1:00.938        |
| Formule Ford | Pierre Dessy       | Swift 92       | 1:01.424        |
| Twin Cup     | Laurent Dziadus    | Renault Twingo | 1:09.325        |

### Promosport - meilleur tour
| Catégorie          | Nom                 | Moto     | Meilleurs temps |
| ------------------ | ------------------- | -------- | --------------- |
| 125 Promo          | Louis Lagrive       | Suzuki   | 1:10.072        |
| 400 Promo          | Hugo Girardet       | Kawasaki | 59.690          |
| Promo 500 Cup 2020 | Emmanuel Leprovost  | Honda    | 59.614          |
| 600 Promo          | Thibaut Nagorski    | Suzuki   | 55.017          |
| 1000 Promo         | Benjamin Fontanelle | Yamaha   | 53.504          |
| Promo Senior       | Olivier Ulmann      | Kawasaki | 54.425          |

## Galerie

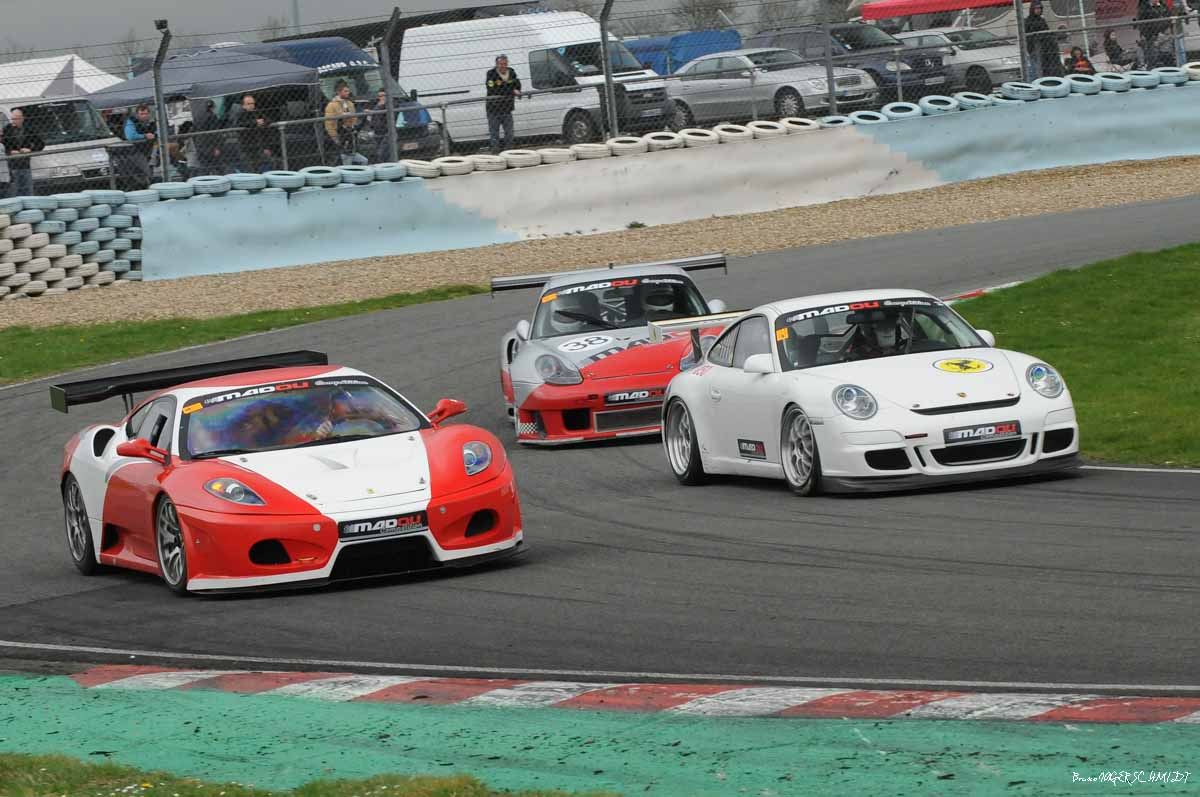
Essais libres.
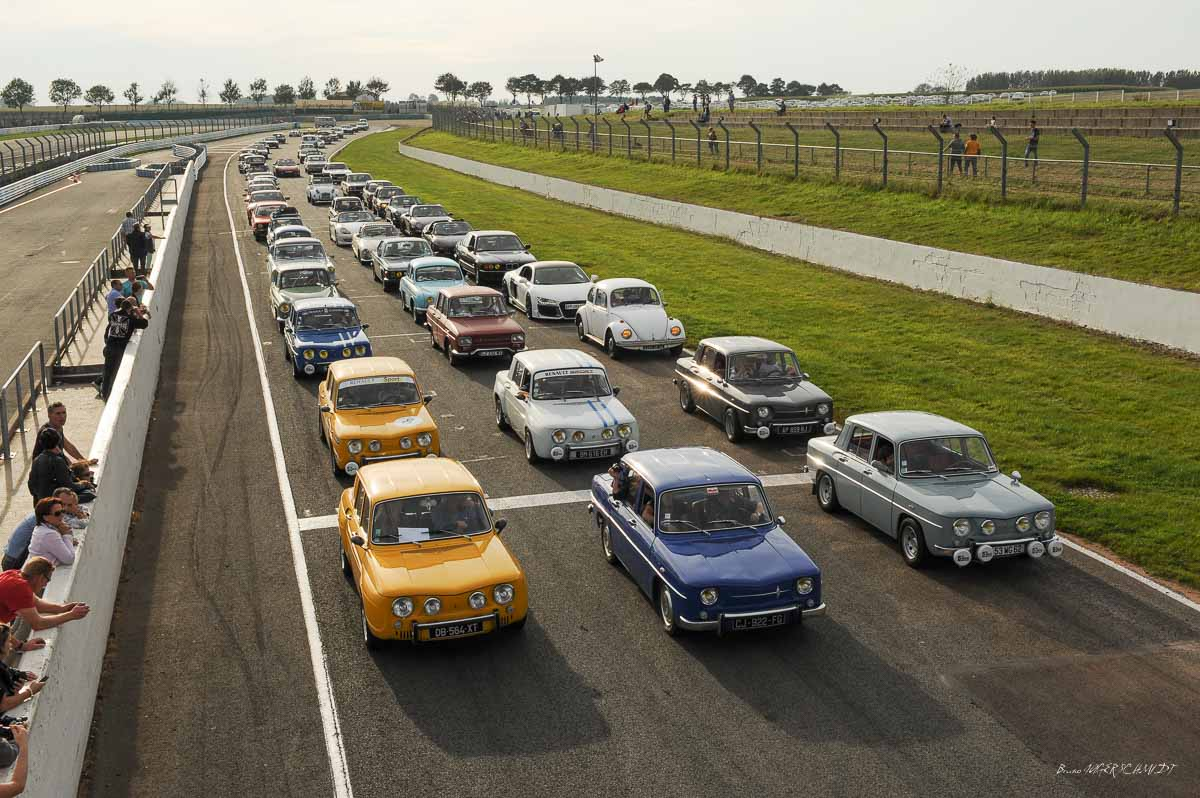
Classic Simca.